# Liste von Schiffen mit dem Namen Amphitrite
Amphitrite (Amphitriti) ist ein besonders im 18. und 19. Jahrhundert beliebter Schiffsname. Er leitet sich von der griechischen Mythologie ab, in welcher Amphitrite eine Meernymphe ist.

## Liste
- L’Amphitrite, ein französisches Segelschiff, das 1698 den Maler und Reisenden Giovanni Battista Gherardini (1652?–1723) nach China brachte und in seinem Bericht Relation du voyage fait à la Chine sur le vaisseau L’Amphitrite, en l’année 1698 (1700, Neuauflage 2012) verewigt wurde
- Amphitrite, ein Kanonenboot der  gleichnamigen Klasse der französischen Marine im Hafen von Dünkirchen (1741–1742)
- Amphitrite, eine 30-Kanonen-Fregatte der gleichnamigen Klasse der französischen Marine (1744–1745)
- Amphitrite, eine 26/32-Kanonen-Fregatte der Dédaigneuse-Klasse der französischen Marine (1769–1791)
- Amphitrite (U-Boot), ein 1930 gebautes U-Boot der französischen Marine
- L’Amphitrite, ein bewaffnetes Transportschiff der französischen Marine im 18. Jahrhundert, das vor dem Hintergrund des Amerikanischen Unabhängigkeitskriegs eingesetzt wurde
- Amphitrite (Schiff, 1818), erstes kommerziell eingesetztes Dampfschiff in Schweden
- Amphitrite (Gefangenenschiff), ein englisches Gefangenenschiff, dessen Untergang am 31. August 1833 vor Boulogne-sur-Mer (Frankreich) mit 108 weiblichen Gefangenen, 12 Kindern und 13 Seeleuten an Bord (3 überlebende Seeleute) für ein großes Medienecho sorgte
- HM Amphitrite, eine Korvette der niederländischen Koninklijke Marine in den 1830er Jahren
- Amphitriti (Schiff, 1865), griechische Yacht von Georg I.
- Amphitrite IV (Αμφιτρίτη), eine 1864 als Malvina in England gebaute 91 m lange Yacht, die später als Bubulina/Bumbulina fuhr, nach Griechenland überführt und ab 1895 die königliche griechische Yacht wurde (ab 1917 Yacht, Krankenhaus, Marineakademie, evtl. Kohlehulk usw.), 1941 während eines Luftangriffs vor Piräus gesunken
- Amphitrite (Schiff, 1875), ein 1875 erbautes Vollschiff, seit 1880 unter deutscher Flagge und 1890 im Chinesischen Meer verschollen
- Amphitrite (Schiff, 1885), ein im Lloydarsenal für  den Österreichischen Lloyd gebautes Schiff, das 1926 abgewrackt wurde. Im Ersten Weltkrieg war es als Dampfer VII, Kohlen- und Wohnschiff im Einsatz. Es hatte die Bordpoststempel-Nummer III.
- Amphitrite, 1886 von Lobnitz in Renfrew (Schottland) als Fire Fay gebaut, um 1900 nach Griechenland verkauft und zum Passagierschiff Amphitrite umgebaut, 1917 an die Marine verkauft, danach an einen türkischen Reeder als Guzel Izmir, 1930/31 abgewrackt
- Amphitrite (Schiff, 1887), ein 1884–1887 gebauter Dreimast-Gaffelschoner, der heute unter deutscher Flagge vor allem auf der Ostsee segelt
- Amphitrite (Boot, 1927), eine 1927 in der Bretagne als Fischerboot gebaute, 9,50 Meter lange, gaffelgetakelte Slup, die in Frankreich denkmalgeschützt ist (monument historique seit 2012)
- Amphitriti (Schiff, 1865), Griechenland
- HMS Amphitrite, sieben Schiffe der britischen Royal Navy zwischen 1778 und 1920 sowie 1793–1794 ein hired armed vessel namens Amphitrite
- USS Amphitrite, drei Schiffe der US-amerikanischen US Navy zwischen 1869 und 1947